# Хушлев (гмина)
Хушлев (пол. Huszlew) — сельская гмина (волость) в Польше, входит как административная единица в Лосицкий повет, Мазовецкое воеводство. Население — 3017 человек (на 2004 год).

## Демография
| Перепись                       | Всего   | Всего | Женщины | Женщины | Мужчины | Мужчины |
| ------------------------------ | ------- | ----- | ------- | ------- | ------- | ------- |
| Единицы                        | человек | %     | человек | %       | человек | %       |
| Население                      | 3017    | 100   | 1464    | 48,5    | 1553    | 51,5    |
| Плотность населения (чел./км²) | 25,7    | 25,7  | 12,4    | 12,4    | 13,2    | 13,2    |

## Сельские округа
1. Хушлев
2. Ковнаты
3. Красна
4. Кшивосниты
5. Ливки-Шляхецке
6. Ливки-Влосчаньске
7. Макарувка
8. Мостув
9. Зене

## Поселения
1. Бахожа
2. Дзядковске
3. Дзядковске-Фольварк
4. Фелин
5. Харахвосты
6. Юневиче
7. Копце
8. Красна-Колёня
9. Лавы
10. Незнанки
11. Северынув
12. Силивонки
13. Васьковулька
14. Владыславув
15. Выгода
16. Журавлювка

## Соседние гмины
1. Гмина Бяла-Подляска
2. Гмина Лесьна-Подляска
3. Гмина Лосице
4. Гмина Мендзыжец-Подляски
5. Гмина Ольшанка
6. Гмина Стара-Корница